# Crescent Cup Rugby Championship
Le Crescent Cup Rugby Championship est une compétition annuelle de rugby à XV homologuée par World Rugby, sous l'égide de l'Islamic Solidarity Sports Federation, et coorganisée par la Fédération de Malaisie de rugby (MRU), qui se dispute entre des nations musulmanes de 2 continents.

## Règlement
Six équipes participent au tournoi en 2015 qui se déroule au Politeknik Merlimau à Malacca du 6 juin au 14 juin 2015. La compétition a lieu sous la forme d'un tournoi où les 6 équipes sont réparties en 2 groupes.

## Équipes participantes
- Algérie
- Iran
- Kazakhstan
- Liban
- Malaisie
- Ouzbékistan

## Palmarès
| Saison | Vainqueur | Score   | Finaliste |
| ------ | --------- | ------- | --------- |
| 2015   | Malaisie  | 19 - 11 | Algérie   |

## Bilan
| Équipe   | Titre(s) | Premier(s) - Dernier(s) |
| -------- | -------- | ----------------------- |
| Malaisie | 1        | 2015 - 2015             |